# Silbertetrafluoroborat
Silbertetrafluoroborat ist eine chemische Verbindung aus der Gruppe der Tetrafluoroborate und das Silbersalz der Tetrafluoroborsäure.

## Gewinnung und Darstellung
Silbertetrafluoroborat kann durch Reaktion von Bortrifluorid mit Silber(I)-oxid in benzolischer Suspension unter der Bildung von Silbermetaborat gewonnen werden.
{\displaystyle \mathrm {2\ Ag_{2}O+4\ BF_{3}\longrightarrow 3\ Ag[BF_{4}]+AgBO_{2}} }

## Eigenschaften
Silbertetrafluoroborat ist ein lichtempfindlicher, hygroskopischer, weißer, fast geruchloser Feststoff, der löslich in Wasser ist.

## Verwendung
Silbertetrafluoroborat wird als Katalysator für Nitrierungen, Acylierungen und Sulfonierungen verwendet. Durch seine Fähigkeit zur Bildung von Komplexverbindungen mit Olefinen und Aromaten wird es für Separationsprozesse dieser Verbindungen verwendet. Es ist auch ein sehr guter Aktivator von Glycosyl-Donoren.